# William Rae Tomlinson
Pour les articles homonymes, voir William Tomlinson et Tomlinson.
William Rae Tomlinson (24 janvier 1902-31 décembre 1979) est un homme politique canadien de l'Ontario. Il est député fédéral libéral de la circonscription ontarienne de Bruce de 1935 à 1945.

## Biographie
Né à Seneca Township en Ontario, Tomlinson étudie à l'école secondaire de Caledonia et ensuite le droit à la Osgoode Hall Law School. Il est nommé au conseil du Roi en 1937.
Élu en 1935 et réélu en 1940, il ne se représente pas en 1945.
Il meurt le 31 décembre 1979 à Owen Sound en Ontario.